# Simpatički lanac
Simpatički lanac dio je perifernog simpatičkog živčanog sustava koji se nalazi s lateralne strane kralježnice, i proteže se od baze lubanje do trtične kosti, a čini ga niz ganglija koji su međusobno povezani. Lanac se u anatomiji s obziroma na položaj u tijelu i dio tijela koji inervira dijeli na: dio za glavu i vrat, grudni dio, trbušni dio i zdjelični dio.
Od lanca odlaze vlakna prema centrima u kralježničnoj moždini i prema moždanim i moždinskim živcima u sklopu kojih dolaze do ciljanih organa ljudskog tijela. 